# Polana Jakuszycka (železniční zastávka)
Polana Jakuszycka je nejvýše položená železniční zastávka v Polsku. Leží v nadmořské výšce 878  m n. m. a nachází se ve městě Szklarska Poręba v Dolnoslezském vojvodství. Leží mezi zrušenou výhybnou Nowy Świat a dřívější zastávkou Szklarska Poręba Jakuszyce.

## Historie
V roce 2020 disponovala zastávka jedním nástupiště o délce 130 m. V roce 2017 zastávka obsluhovala 100–149 cestujících denně. Zastávka byla uvedena do provozu v říjnu roku 1902. Od roku 1923 byla spolu s celou tratí elektrizována. Elektrický provoz byl ukončen v roce 1945, kdy bylo částečně demontováno trakční vedení, které bylo použito při rekonstrukci varšavského železničního uzlu. V tomto ohledu je železniční trať spojující Jelení Horu a Jakuszyce do určité míry výjimkou, protože trakční vedení zbývajících elektrizovaných železničních tratí v Dolním Slezsku bylo demontováno a odvezeno Rudou armádou. V období od července 2009 do května 2010 byly provedeny rekonstrukční práce v rámci revitalizace železniční trati Jelení Hora – Harrachov. V červenci 2010 byl spolu s obnovou železniční dopravy změněn název z Jakuszyce na Szklarska Poręba Jakuszyce. Po zřízení zastávky v nové poloze přiléhající ke hlavní budově Dolnoslezského sportovního centra byl v březnu 2023 zaveden název Polana Jakuszycka.

## Popis
V místě dřívější zastávky Szklarska Poręba Jakuszyce je deska připomínající 110. výročí nejvyšší železniční trati v Polsku, která byla odhalena v roce 2012. Byla umístěna na kameni (blok křemene z dolu „Stanisław“), který stojí na podstavci z železničních pražců. Má jednu dopravní kolej a jedno jednostranné nástupiště.

## Doprava
Staví zde všechny osobní vlaky linky L1 Liberec – Tanvald – Harrachov – Szklarska Poręba Górna.

## Cestující
V zastávce se neprodávají jízdenky, odbavení cestujících se provádí ve vlaku.
Zastávku využívá 100 až 149 cestujících denně.